# Pink Lady (pomme)
Pour les articles homonymes, voir Pink Lady.

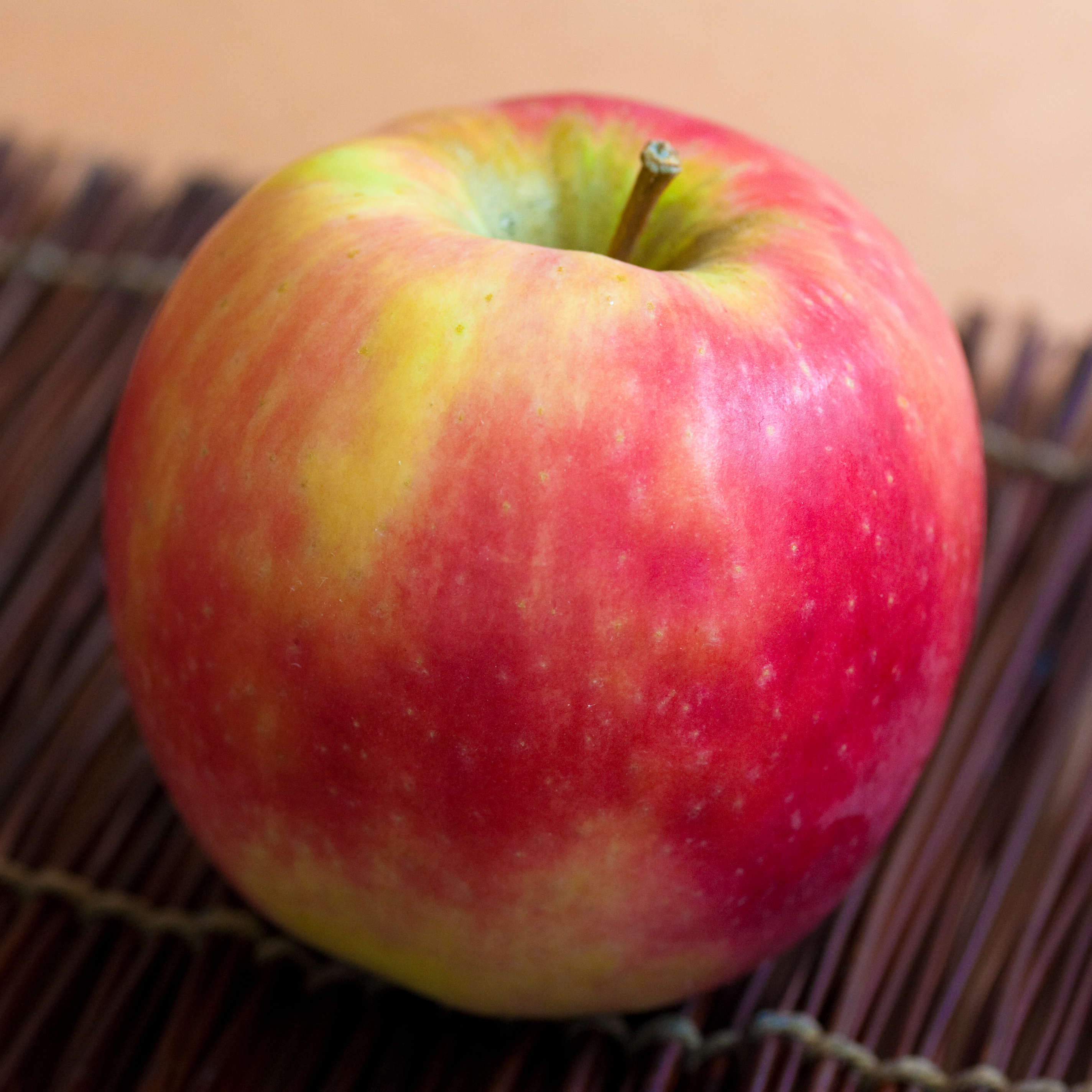
Vue rapprochée.

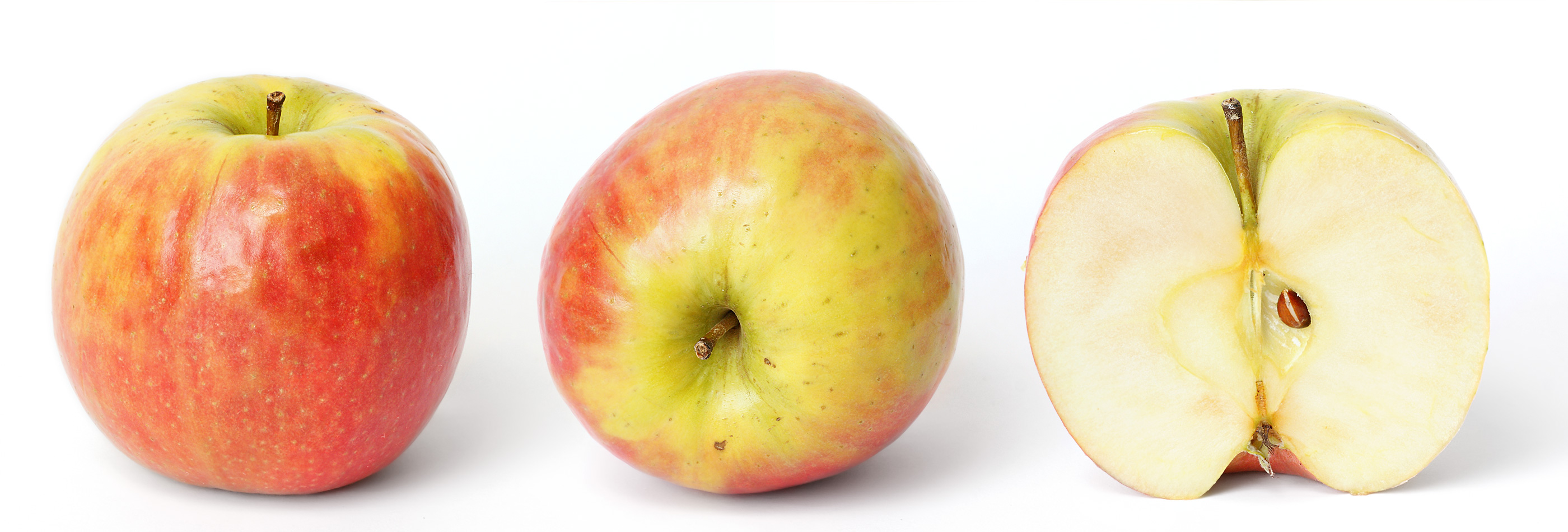
Pink Lady.

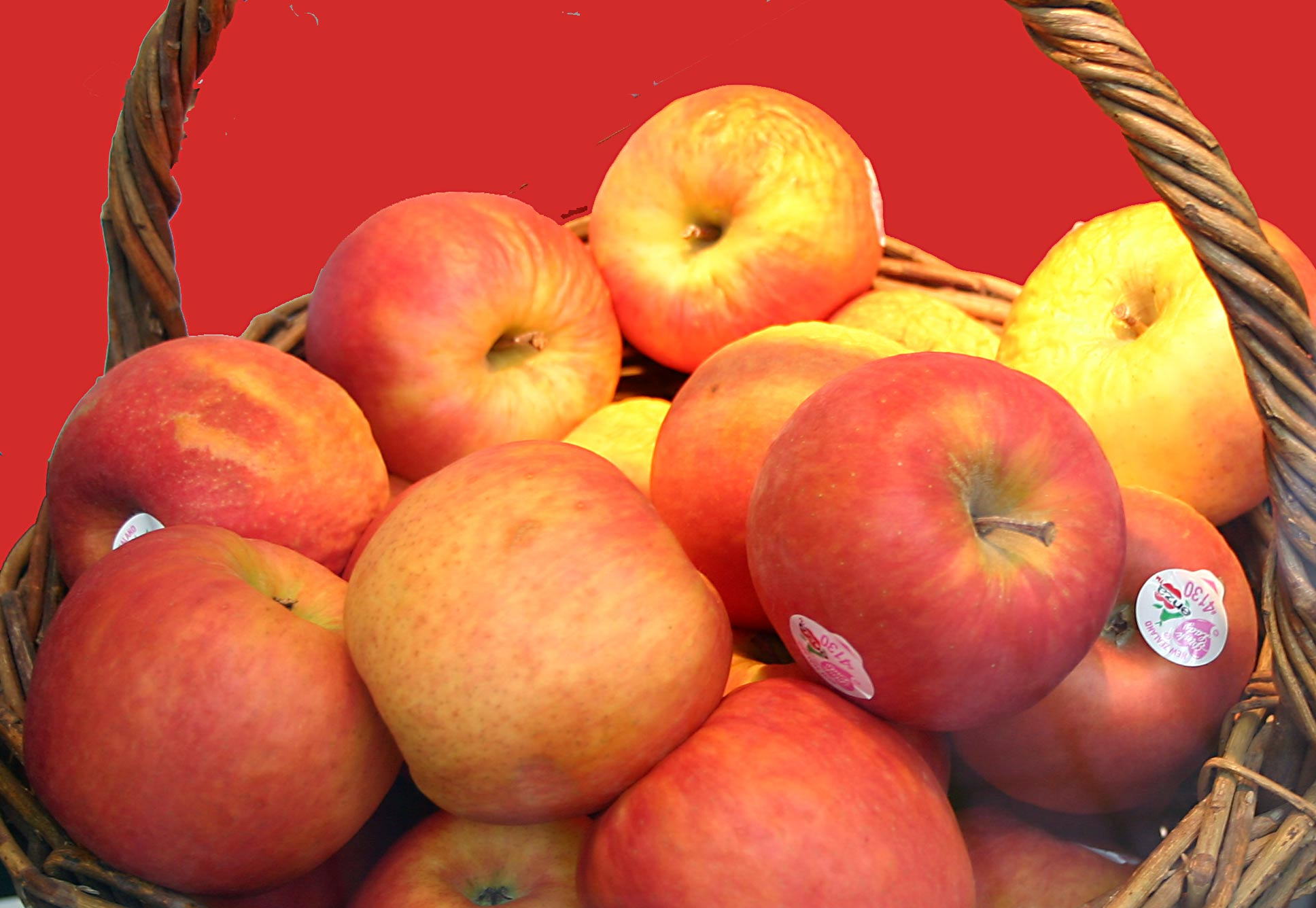
Panier de pommes Pink Lady.

La pomme Pink Lady est une pomme à croquer, assez ferme à la dent, notamment connue pour son goût très sucré et sa coloration rouge typique.
La Pink Lady est une marque australienne. 
Il s'agit en fait d'une sélection des meilleures pommes du cultivar (variété de plante, arbres compris, obtenue en culture généralement par sélection) Malus domestica « Cripps Pink » qui est vendue sous la marque déposée « Pink Lady ».
La variété Cripps Pink et ses mutations associées — comme Rosy Glow ou Sekzie — sont issues d'un cultivar très courant dans l'hémisphère nord. Elle a été créée en 1979[réf. nécessaire] par John Cripps, « Chief Executive Officier of the Departement of Agriculture Western Australia » de l'« Apple and Pear Australia Limited » basée à Stoneville en Australie.
La variété Cripps Pink est inscrite au catalogue français des variétés depuis 1995. Elle est également protégée par le dépôt d’un COV3 (certificat d'obtention végétale) européen depuis 1997. La Cripps Pink a le code price look-up 4128 pour les pommes de petit calibre et 4130 pour les grosses.
Ces pommes répondent à un cahier des charges strict : l'intensité de la couleur, le taux de sucres, la fermeté et l'absence de défauts significatifs sont des critères essentiels.

## Parenté
- Obtenue par croisement naturel des cultivars « Golden Delicious » et « Lady Williams ».
- Descendant(s) :
  - Karneval = Vanda x Cripps Pink (résistant aux races communes de tavelure).

## Pollinisation
La pollinisation est un élément clé nécessaire à l’obtention d’une récolte de qualité et de quantité. C’est pourquoi l’association Pink Lady a mis en place un programme de sensibilisation des producteurs à la protection des abeilles : « Bee Pink ». Ils développent des pratiques respectueuses de l’environnement afin de préserver les abeilles qui augmentent ainsi le rendement en maximisant la fécondation d’une fleur de pommier et permettent aux pommes d’être correctement formées.
S-génotype : S2S23.

## Culture

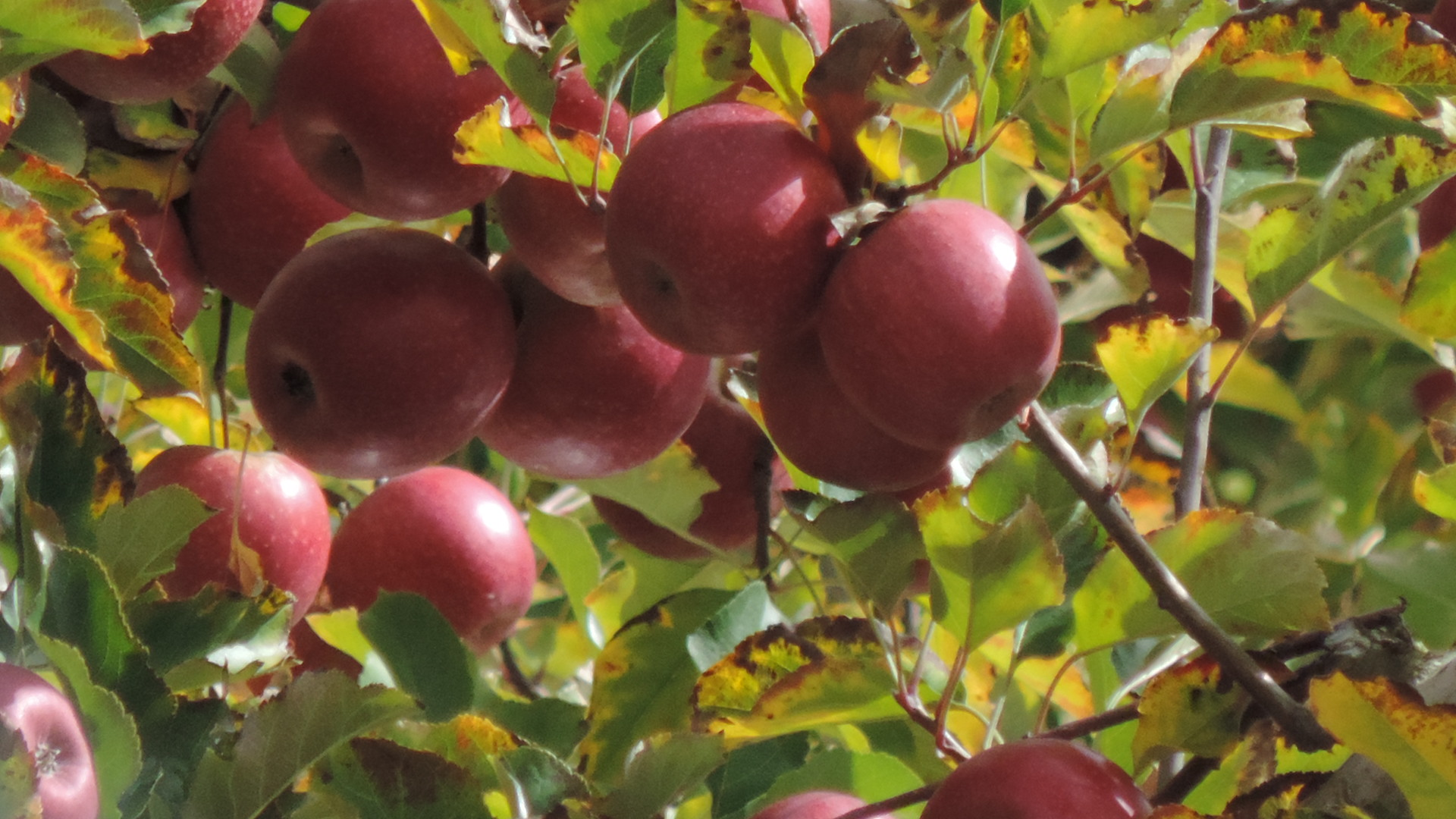
Sur arbre.

Ces variétés nécessitent une longue période de croissance sous climat chaud (7 mois) et ne peuvent s’épanouir que sur des terroirs adaptés lui permettant notamment de développer sa couleur spécifique, grâce au différentiel de température entre jours chaud et nuit fraîches en octobre.
Elles sont donc essentiellement produites en Australie et Nouvelle-Zélande, en Afrique du Sud et en Amérique du Sud. En Europe, elles sont cultivées en Espagne, en Italie et en France (dans le Sud-Est, le Sud-Ouest et le Val de Loire). La Pink Lady est particulièrement populaire au Royaume-Uni où elle représente 10 % du marché en 2005.[réf. nécessaire]
Cette variété montre et nécessite peu d’extinction et peu d’arcure, mais elle est très sensible à la tavelure du pommier et au puceron cendré du pommier.
La récolte de la pomme Pink Lady s’effectue en 3 à 5 passages, en novembre dans l'hémisphère nord. Cela permet de cueillir des fruits à parfaite maturité et ainsi obtenir leurs qualités gustatives.
En France, les Pink Lady sont cultivées dans les régions du Sud et du val de Loire pour un ensoleillement maximum. Les pommes vendues en Italie de novembre à fin mai sont également cultivées sur le territoire italien, dans le Tyrol du Sud et en Émilie-Romagne. Les pommes espagnoles sont quant à elles produites en Catalogne, notamment sur la Costa Brava.

## Production
- Les pommes répondant au cahier des charges deviennent des « Pink Lady » et les plus petites des « Pinkids »[11].
- Les pommes ne répondant pas au cahier des charges sont transformées en compotes ou en jus.
- Les pommes abîmées sont utilisées pour l’alimentation animale ou la fabrication de compost.

## Chiffres-clés
En Europe, on dénombre :[réf. nécessaire] [Quand ?]
- 3 800 hectares de vergers Pink Lady, générant 10 000 emplois directs ;
- plus de 2 800 producteurs (807 en France, 1939 en Italie et 81 en Espagne) ;
- 700 heures de travail manuel par an par hectare de Pink Lady[12], soit 20 % de temps[Quoi ?].

78 % de la production européenne est exportée à travers le monde ; 100 % de la production (hors déchets) est dirigée vers les marchés de consommation ou les industries de transformation alimentaire.
100 % des ventes des pommes françaises, italiennes et espagnoles sont issues de leur pays d’origine, pendant la saison européenne.

## Utilisation
En étant bien conservée dans un endroit sec, frais et à l’abri de la lumière, la Pink Lady peut être consommée toute l’année crue ou cuisinée.

## Critiques
Les campagnes de publicité pour la Pink Lady suscitent un regard critique de la part de certains médias : en 2013 un reportage de l'émission Capital intitulé « Pink Lady, la pomme qui a croqué le monde », indiquait que sa culture nécessitait plus de pesticides. Des articles de journaux en 2015 répètent qu'elle est plus sensible à la tavelure et aux pucerons, et que c'est sa grande capacité à absorber l'eau qui explique son poids important,.